# Francisca Oteng-Mensah
Francisca Oteng-Mensah (sinh ngày 14 tháng 2 năm 1993)  là thành viên của quốc hội của Đảng Yêu nước mới cho Quốc hội Kwabre Đông và được biết đến là nghị sĩ trẻ nhất của nước cộng hòa thứ tư của Ghana tại thời điểm bầu cử năm 2016.

## Tuổi thơ
Francisca được sinh ra tại Bệnh viện Aboaso tại Mamponteng, Vùng Ashanti  vào ngày 14 tháng 2 năm 1993. Bà là con gái của bà Joyce Oteng  và Tiến sĩ Oteng Gyasi  một bác sĩ và một doanh nhân là Giám đốc điều hành của Tập đoàn Thiên thần.

## Giáo dục
Francisca đã học ba trường khác nhau trong quá trình giáo dục cơ bản và tiểu học. Đầu tiên bà theo học trường Công giáo La Mã Mamponteng, sau đó đến Trường dự bị hồi sinh tại Breman và cuối cùng đến Quốc tế Cứu thế tối cao nơi bà hoàn thành khóa Sáu. Bà đã hoàn thành chương trình giáo dục Trung học cơ sở tại Khu liên hợp giáo dục Angel. Sau đó, bà tiếp tục đến trường trung học cao cấp St. Roses để hoàn thành chương trình giáo dục trung học phổ thông.
Cuộc tìm kiếm vô tận của bà để có thêm vòng nguyệt quế học thuật đã buộc bà đăng ký vào Khoa Luật tại Đại học Khoa học và Công nghệ Kwame Nkrumah (KNUST) nơi bà đọc luật. Francisca là sinh viên Luật năm thứ hai tại Đại học Khoa học và Công nghệ Kwame Nkrumah tại thời điểm bà tham gia cuộc bầu cử năm 2016.

## Sự nghiệp
Trước khi được bổ nhiệm làm thành viên của quốc hội, bà đã được tuyển dụng làm Thư ký tại Tập đoàn Thiên thần của các công ty ở Kumasi. Vào tháng 12 năm 2017, bà được bổ nhiệm làm chủ tịch của Cơ quan Thanh niên Quốc gia.

## Chính trị
Trong đó, bà đã giành được ghế quốc hội của mình cho Khu vực bầu cử Kwabre East ở khu vực Ashanti của Ghana, sau cuộc tổng tuyển cử năm 2016 của Ghana. bà hiện là người trẻ nhất vào quốc hội ở tuổi 23.

## Tôn giáo
Francisca là một Cơ đốc nhân và thông công với Hội đồng Thiên chúa.